# Nathan Twaddle
Nathan Twaddle (ur. 21 sierpnia 1976 w Hamilton) – nowozelandzki wioślarz, brązowy medalista w wioślarskiej dwójce bez sternika podczas Letnich Igrzysk Olimpijskich w Pekinie.

## Osiągnięcia
- Mistrzostwa Świata – Mediolan 2003 – dwójka bez sternika – 7. miejsce[2].
- Igrzyska Olimpijskie – Ateny 2004 – dwójka bez sternika – 4. miejsce[1][2].
- Mistrzostwa Świata – Gifu 2005 – dwójka bez sternika – 1. miejsce[1][2].
- Mistrzostwa Świata – Eton 2006 – dwójka bez sternika – 2. miejsce[1][2].
- Mistrzostwa Świata – Monachium 2007 – dwójka bez sternika – 2. miejsce[1][2].
- Igrzyska Olimpijskie – Pekin 2008 – dwójka bez sternika – 3. miejsce[1][2].